# Lugikum
Lugikum (někdy zvané západosudetské pásmo či západní Sudety) je jednou ze základních geologických jednotek Českého masivu. Nachází se na jeho severním okraji na území Německa, Polska a Česka. Netvoří jednolitý celek s jednotným geologickým vývojem, nýbrž je tvořeno rozmanitými geologickými jednotkami, které vznikaly během paleozoika (prvohor). Nachází se zde magmatické (vyvřelé), sedimentární (usazené) i metamorfované (přeměněné) horniny.

## Umístění
Na jihu je lugikum ohraničeno lužickým zlomem, za kterým pokračují usazené horniny české křídové pánve. Na severu je překryto mladšími sedimenty karbonského až kenozoického (třetihorního) stáří a na západě je oddělono od moravosilezika systémem ssv-jjz zlomů.

## Vnitřní členění
Lugikum je vnitřně velmi složitá a nesourodá jednotka. Cháb et al. vyčleňují následující podjednotky:
- Lužicko-kladské pásmo, do něhož patří lužická hrásť, pás Torgau-Doberlug, lužická skupina, lužický plutonický komplex, czarnowská jednotka, orlicko-sněžnická jednotka a mlynowiecko-stroňská skupina.
- Jednotky sasko-durynského a bavorského typu, do nichž patří zhořelecko-kačavské pásmo, ještědská jednotka, jihokrkonošská jednotka, leszczyniecká jednotka, bardská jednotka a hlinsko-skutečská jednotka.
- Rozsahem malá kladská jednotka.
- Sovíhorská jednotka a její doprovod, do níž patří samotný sovíhorský blok a dále swiebodzická jednotka a pásmo Němči.
- Bloková mozaika na jih od lužicko-kladského pásma, do níž patří novoměstské krystalinikum, zábřežské krystalinikum, poličské krystalinikum a mohelnické souvrství.